# Dakini

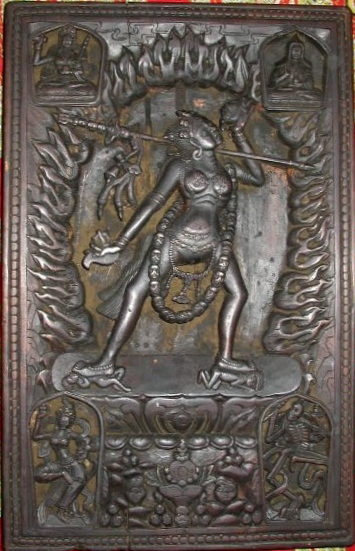
Vajrayoguini Dakini

Dins del budisme, una dakini es pot considerar una dea o deïtat femenina.
En tibetà el terme dakini és Khandroma (mkha’-‘gro-dt.) que significa 'la que travessa el cel' o 'la que es mou per l'espai'; també es refereix a 'ballarina del cel' o 'caminant del cel'. Se'n representen amb postures sinuoses i dansaires. Tot i que les dakinis són presentades com a nues i belles, no són vistes principalment com a símbols sexuals, sinó com a símbols de la natura nua de la ment, lliure de totes les ombres. Els moviments de la seua dansa simbolitzen pensaments de la consciència en el flux mental i el dharmakaya com la florida espontània de la ment del Buda, o rigpa.

## Tipus de ḍākinī
Judith Simmer-Brown, centrant-se en els ensenyaments que rebé dels lames tibetans, identifica quatre classes principals de ḍākinī: classes secretes, internes, externes i externes-externes.
La classe secreta de ḍākinī és prajnaparamita (tibetà yum chenmo), la natura buida de la realitat segons la doctrina Mahayana.
La classe interna de ḍākinī és la del mandala, una deïtat meditativa (tibetà: yidam) i un Buda completament il·luminat que ajuda a reconéixer la pròpia budeïtat.
La dakini exterior és la forma física, aconseguida per pràctiques tantra com els Sis Iogues de Naropa.
La ḍākinī externa té forma humana. És una yogini per dret propi, però també pot ser una karmamudrā o consort, d'un iogui o mahasiddha.
Les dakinis també poden classificar-se d'acord amb el Trikaya, o tres cossos de budeïtat.
El Dharmakāja ḍākinī, que és Samantabhadrī, representa el dharmadhatu en què apareixen tots els fenòmens.
Els Sambhogakāja ḍākinīs són els yidams utilitzats com a deïtats meditatives per a la pràctica tàntrica.
Les nirmanakaya dakinis són dones que naixen amb potencialitats especials; són yoginis realitzades, consorts de gurus, o fins i tot les dones en general, ja que poden ser classificades en les Cinc Famílies de Buda.

## Budisme tibetà
Les dakinis prevalen en el budisme Vajrayāna i, particularment al Tibet i a l'Himàlaia; són considerades de temperament agressiu o volàtil, i actuen a vegades com a muses (o d'inspiració per a pràctiques espirituals). Les dakinis són formes femenines energètiques, que evoquen el moviment d'energia de l'espai. En aquest context, el del cel, o l'espai, indiquen el shunyata, la insubstancialitat de tots els fenòmens, la qual cosa és, alhora, el potencial pur de totes les possibles manifestacions.
Les dakinis són agents de prova i repte. Hi ha situacions en què una dakini ha vingut a comprovar el coneixement o control d'un aspirant sobre un tema concret. Moltes històries dels Mahasiddha al Tibet contenen passatges en què una dakini pertorba l'aspirant a Mahasiddha. Quan supera les proves de les dakinis, l'aspirant sovint és reconegut com un Mahasiddha i elevat a la terra pura de les dakinis, un lloc d'èxtasi d'il·luminació.
Segons la tradició, una dakini li donà la corona negra al tercer karmapa, Rangjung Dorje (1284 - 1339), quan tenia tres anys. La corona negra esdevingué un emblema del llinatge de reencarnacions tibetanes.
Les dakinis es relacionen amb l'energia en totes les seues funcions, i estan relacionades amb les revelacions dels Anuttara Tantras o els més alts tantres, que representen un camí de transformació. Ací, l'energia de les emocions negatives kleshas es transformen en l'energia lluminosa de la claredat (jñana).

## Iconografia

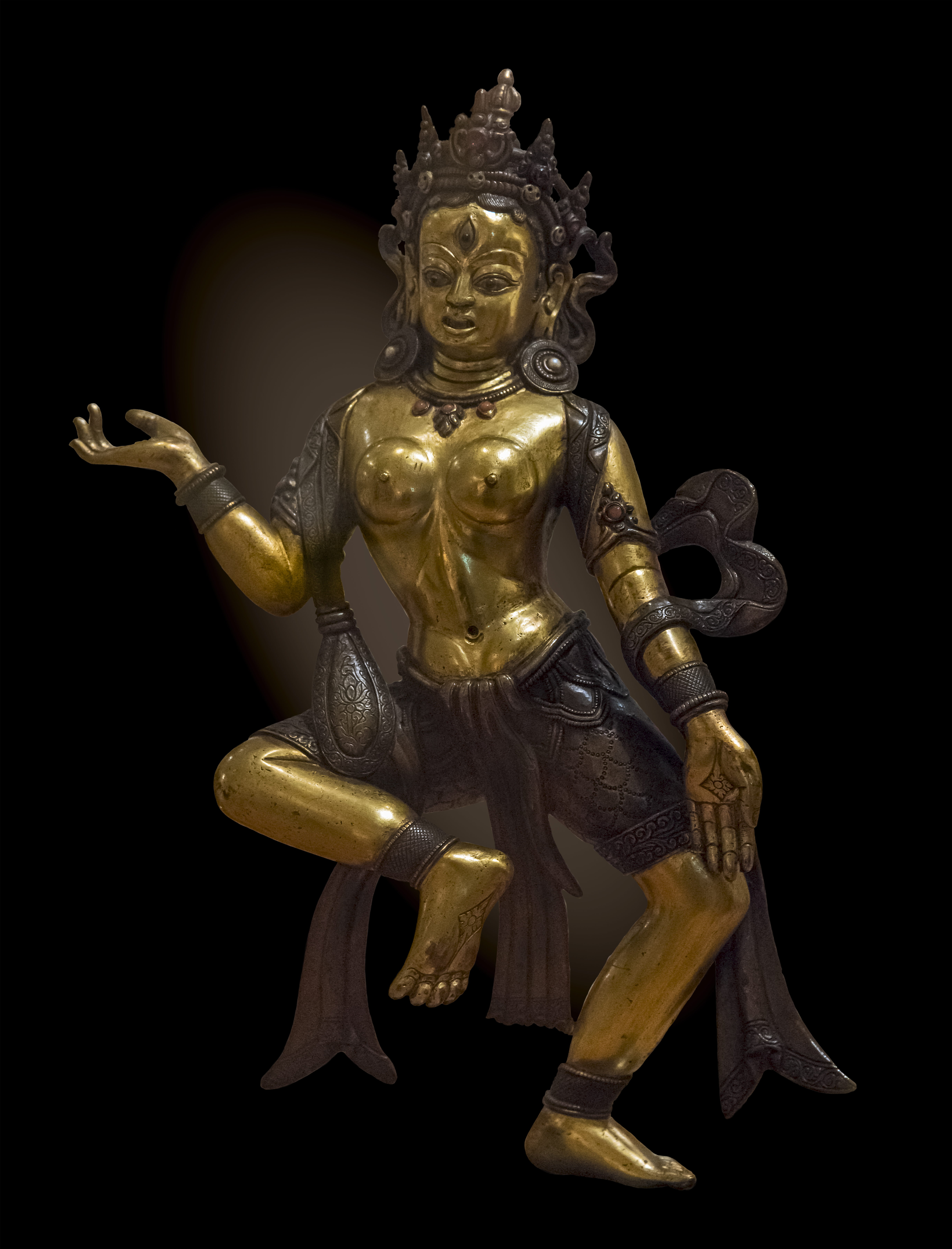
Dakini a principis del al Tibet

"Les representacions iconogràfiques sovint representen les dakinis com figures joves, nues, en postures de dansa, sostenint un bol de calavera (kapala) amb sang o l'elixir de la vida en una mà, i un ganivet corb a l'altra. Poden dur un collaret de calaveres humanes, amb tridents (Khatvanga) sobre les espatles. Els seus cabells són esbullats sobre l'esquena; el rostre sovint té expressions furioses i ballen sobre cadàvers, la qual cosa representa el seu complet mestratge sobre l'ego i la ignorància" (Campbell, June; "Traveller in Space: In Search of the Female Identity in Tibetan Buddhism p. 138).